# Setge de Lleida (1644)
El Setge de Lleida de 1644 fou un dels episodis de la Guerra dels Segadors.

## Antecedents
Poc després de la revolta que va suposar el Corpus de Sang, l'exèrcit de Felip IV d'Espanya va ocupar Tortosa i Tarragona, i el 17 de gener de 1641, davant l'alarmant penetració de l'exèrcit castellà, Pau Claris, al capdavant de la Generalitat de Catalunya, proclamà la República Catalana acordant una aliança política i militar amb França, posant Catalunya sota l'obediència de Lluís XIII de França. Pocs dies després, amb l'ajut de l'exèrcit francès, la Generalitat obtingué una important victòria militar en la batalla de Montjuïc del 26 de gener de 1641, i les tropes castellanes es retiraven a Tarragona, on foren assetjades per l'estol francès d'Henri d'Escoubleau de Sourdis i les tropes de terra de Philippe de La Mothe-Houdancourt fins que els espanyols van bastir un estol comandat per García Álvarez de Toledo y Mendoza que va aconseguir lliurar provisions a la ciutat i fer fugir l'estol francès al Rosselló.
Una columna castellana de 4.500 homes va sortir de Tarragona el 23 de març de 1642 per socórrer el Rosselló, que havia quedat aïllat al nord, però foren derrotades a mig camí i Cotlliure va caure el mes d'abril. El maig, els espanyols retiren els terços que estaven a Roses amb un estol de 78 naus, de manera que el Rosselló va caure completament en mans francocatalanes, i els objectius de Richelieu i Lluís XIII de França de controlar els comtats nord-catalans quedaven satisfets i, per tant, es van donar per acabades les operacions principals. A més, el 4 de desembre de 1642, moriria Richelieu, i el 14 de maig de 1643, Lluís XIII, a qui va succeir el seu fill Lluís XIV, conegut com el rei sol, fins al 1652, començant una època de molta agitació a França que va permetre als espanyols recuperar progressivament territori al Principat.
L'hivern de 1643 les tropes franceses a Catalunya varen disminuir notablement. En efecte, un cop mort Lluís XIII, el Cardenal Mazarí va prioritzar el front italià en detriment del català. Les tropes franceses a Catalunya es van veure disminuïdes en bona part, ja fos per la retirada de regiments sencers, com de la tardana arribada dels reclutes a començaments de 1644. El novembre de 1643 només quedaven 200 companyies d'infanteria dividides en 16 regiments a Catalunya i 56 companyies de cavalleria.
Uns 1.200 soldats irlandesos van arribar al nord d'Espanya, comandats per James Preston, per participar en el setge de Lleida.

## L'exèrcit francès
L'exèrcit francès que participà en la campanya es componia com a mínim de:
- Regiment d'infanteria d'Uxelles (de guarnició a Lleida, feu una sortida durant la batalla)
- Regiment d'infanteria del Comte de Roussillon
- Regiment d'infanteria de Saintonge
- Regiment d'infanteria de Lyonnais
- Regiment d'infanteria de Montpouillan (anteriorment Tonneins)
- Regiment de Vandy
- Regiment de Languedoc
- Regiment de La Mothe-Houdancourt
- 2 regiments suïssos (segons les relacions castellanes de la batalla. Un hauria de ser el d'Am Bühel que compatava amb 9 companyies el 1643.
- Milícies de Lleida, fins a 600 homes en la batalla del 15 de maig.
- Companyia de Gardes de La Mothe
- Regiment de cavalleria de Philippe de La Mothe-Houdancourt
- Regiment de cavalleria d'Alais
- Regiment de cavalleria de Bussy-de-Vair
- Regiment de cavalleria de Villeneuve
- Regiment de cavalleria Du Terrail
- Regiment de cavalleria de Roches-Baritaut
- Regiment de cavalleria de Balthasar (Royal Cravattes)
- Regiment de cavalleria de Mérinville (consta la presència de la companyia de cavalleria del Baró de Pujols probablement part del regiment)
- Regiment de cavalleria de Saint Simon
- Regiment de cavalleria de Boissac
- Regiment de cavalleria de Chasteaubriand

L'artilleria formada per:
- 1 canó de 40 lliures, 2 mitjos canons reforçats de 30 lliures, 4 quarts de canó de 10 lliures, 4 mansfelts de 5 lliures i 1 falconet de 5 lliures

## L'exèrcit espanyol
L'exèrcit que anava a participar en la campanya es componia de:
- La Cavalleria del Rosselló sota el comdanament d'Andrés de Haro
- La Cavalleria de Flandes sota el comdanament de Blas Janini
- Regiment borgonyó (Franc Comtat) del Baró de Brutier
- La Cavalleria de les Ordres sota el comdanament de Juan de Oto
- La Cavalleria de Nàpols i de l'estat de Milà sota el comdanament de Ferrante Limonti
- Les Guàrdies Velles de Castella sota el comandament de Roque Matamoros
- Terços espanyols de Simón Mascarenhas, Nuño Pardo de la Casta, Martín de Muxica, Esteban de Ascárraga, Alonso de Villamayor i Francisco Freire.
- Terços valons de (nom no ressenyat), Calona, Baró de Brundestral
- Regiments alemanys de Galaso i Ginsflet, Baró de Sabac i Hammel
- Terços napolitans del Baró de Amato, de Frey Tito Brancacho i del Duc de Lorenzana
- L'artilleria sota el comandament de Francisco Tutavila

## El setge
El 5 de maig van sortir de Barbastre les tropes del general Felipe da Silva, uns 15.000 homes, que van fracassar en intentar prendre Balaguer gràcies als 3.000 homes de reforç que Philippe de La Mothe-Houdancourt hi va fer arribar, de manera que els espanyols es van dirigir a Lleida, on van ocupar el Cappont i el Pla de Vilanoveta amb la cavalleria, i hi van construir un nou pont a l'alçada del convent del Carme.
Els francesos i catalans disposaven fora de la plaça de 9.000 infants, 2.000 cavallers i 12 canons, per enfrontar-se als 6.000 infants i 3.000 cavallers espanyols. A la plaça mateixa hi havia el regiment Uxelles i altres 5 de francesos, a més de fins a 600 homes de la milícia de Lleida. Aquestes forces van provar una sortida durant la batalla, tot i els efectius més que reduïts de què disposaven, ja que al setembre de 1643 s'havien dissolt les 80 companyies més febles de l'exèrcit francès a Catalunya, i aquella primavera arribaren a Catalunya 6.000 reclutes francesos per a omplir els buits existents. Els espanyols van atacar l'ala esquerra francesa, que va ser dispersada provocant la rendició de part de les tropes que hi havia fora de la ciutat, que 1.500 homes entressin a la ciutat (entre ells gairebé 500 del regiment Lyonnais) i que la resta arribés a les Borges Blanques. Malgrat tot, els francesos perderen més de 2.000 homes i tota l'artilleria en l'afer. El regiment d'Uxelles que no tornà a entrar a Lleida i es reuní amb les restes de l'exèrcit de La Mothe, comptava només amb 18 oficials i 442 soldats després de la batalla.
A dins de Lleida, segons la mostra del 16 de juny, quedaren 181 oficials i 3.575 soldats però bona part sense armes. Amb la majoria dels defensors fugits o capturats, Da Silva va iniciar el setge capturant la fortalesa de Cappont i bombardejant la ciutat, fracassant en l'intent de captura de Gardeny el 16 de juny. La Mothe va llençar brulots contra el pont de fusta per atacar als assetjants, però no va reeixir, i la companyia d'Argenson, governador de la ciutat, finalment va rendir la plaça el 30 de juliol de 1644.

## Conseqüències
La caiguda de Lleida va provocar la substitució de Philippe de La Mothe-Houdancourt per Henri Harcourt de Lorena després del seu fracàs en intentar recuperar Tarragona, i la captura castellana de Balaguer al setembre i d'Agramunt a l'octubre. Tret de la conquesta de Roses, la frontera quedaria estabilitzada durant molt temps, fins a les campanyes espanyoles que van culminar amb el Setge de Barcelona.